# Піт Боуман
Пітер «Піт» Боуман (нід. Piet Bouman; Дордрехт, 14 жовтня 1892 — Тітйеркстерадел, 20 липня 1980) — нідерландський футболіст, який здобув бронзу в складі збірної Нідерландів на Олімпійських іграх 1912 року в Швеції.

## Життєпис
Боуман грав за ДФК до 1914 року, потім протягом двох сезонівза Гарлем, а після цього за УД до 1918 року. У 1918 році повернувся до ДФК.
За збірну Нідерландів Боуман провів чотири матчі на Олімпійських іграх. У першому раунді без Боумана була обіграна Швеція з рахунком 4:3, в чвертьфіналі уже з Пітом Австрія — 3:1. У півфіналі Боуман грав у матчі проти Данії, що завершився поразкою з рахунком 1:4. Бронзовий фінал проти Фінляндії (9:0) він пропустив.
Загалом за збірну зіграв 9 матчів у 1912-1914 роках.

## Титули і досягнення
- Бронзовий призер Олімпійських ігор (1):

Нідерланди: 1912

## Статистика

### Статистика виступів за збірну
| Дата       | Місто           | Господарі        | Результат | Гості            | Турнір               | Голи | Примітки                 |
| ---------- | --------------- | ---------------- | --------- | ---------------- | -------------------- | ---- | ------------------------ |
| 30-6-1912  | Сульна (комуна) | Нідерланди       | 3 – 1     | Австрія          | ОІ 1912 - 1/4 фіналу | -    |                          |
| 2-7-1912   | Стокгольм       | Нідерланди       | 1 – 4     | Данія            | ОІ 1912 - 1/2 фіналу | -    |                          |
| 17-11-1912 | Лейпциг         | Німецька імперія | 2 – 3     | Нідерланди       | товариський матч     | -    |                          |
| 9-3-1913   | Антверпен       | Бельгія          | 3 – 3     | Нідерланди       | товариський матч     | -    |                          |
| 15-11-1913 | Галл            | Англія           | 2 – 1     | Нідерланди       | товариський матч     | -    | Аматорська збірна Англії |
| 15-3-1914  | Антверпен       | Бельгія          | 2 – 4     | Нідерланди       | товариський матч     | -    |                          |
| 5-4-1914   | Амстердам       | Нідерланди       | 4 – 4     | Німецька імперія | товариський матч     | -    |                          |
| 26-4-1914  | Амстердам       | Нідерланди       | 4 – 2     | Бельгія          | товариський матч     | -    |                          |
| 17-5-1914  | Копенгаген      | Данія            | 4 – 3     | Нідерланди       | товариський матч     | -    |                          |
| Усього     |                 | Матчів           | 9         |                  | Голів                | 0    |                          |